# Ted Post
Ted Post (New York, 31 marzo 1918 – Santa Monica, 20 agosto 2013) è stato un regista e insegnante statunitense.

## Filmografia parziale

### Cinema
- The Peacemaker (1956)
- The Return of Phileas Fogg (1957) - cortometraggio
- La leggenda di Tom Dooley (The Legend of Tom Dooley) (1959)
- Espionage: Far East (1961)
- Impiccalo più in alto (Hang 'Em High) (1968)
- L'altra faccia del pianeta delle scimmie (Beneath the Planet of the Apes) (1970)
- Baby (1973)
- The Harrad Experiment (1973)
- Una 44 magnum per l'ispettore Callaghan (Magnum Force) (1973)
- Whiffs la guerra esilarante del soldato Frapper (Whiffs) (1975)
- Vittorie perdute (Go Tell the Spartans) (1978)
- Commando Black Tigers (Good Guys Wear Black) (1978)
- Nightkill (1980)
- Lo scudo umano (The Human Shield) (1991)
- 4 Faces (1999)

### Televisione
- Gli uomini della prateria (Rawhide) - serie TV, 24 episodi (1959-1964)
- Peyton Place - soap opera, 179 puntate (1964-1969)
- Colombo (Columbo) - serie TV, episodi 5x02-5x04 (1975-1976)